# The Galilean Satellites
The Galilean Satellites   es el primer álbum de estudio de la banda americana de post-metal Rosetta, publicado en 2005 a través de la discográfica Translation Loss Records.
Es un doble álbum en el cual cada canción en cada disco se corresponde la una con la otra, ya que la banda quería que se pudieran reproducir ambos discos a la vez. El primer disco es de estilo post-metal mientras que el segundo disco es un disco de música ambiental.

## Producción
Originalmente, la banda pretendía grabar un álbum estándar y utilizar las canciones de música ambiental como interludios a las otras canciones.Sin embargo, el grupo tenía suficiente material y el permiso de Translation Loss para hacer un segundo disco. Esta configuración se inspiró en el álbum Times of Grace de Neurosis.
Scott Hull de las bandas Pig Destroyery Nosebleed Agoraphobic fue contratado originalmente para masterizar el álbum.Sin embargo, el desencanto de la banda con su trabajo le hizo abandonar el proyecto. Finalmente, Weed masterizó el disco.

## Publicación
El álbum fue publicado por primera vez en 2005 en un formato digipack de edición limitada, y más tarde en 2006 en una caja de plástico estándar, ambos a través de Translation Loss Records. Además, se grabó un remix acústico de "Au Pays Natal" pero no fue incluido en el álbum, sino que se permitió su descarga a través de la página web de la banda.
La banda también creó una versión DVD en sonido 5.1 del álbum. La mezcla se llevó a cabo poniendo el primer disco en los altavoces delanteros y el segundo disco a la vez en el resto de altavoces.  La primera versión, en disco simple, se vendió en los conciertos durante 2006, y fue republicada para ser distribuida por correo en 2006 y 2007. El DVD también incluye tres videos en vivo. Estas ediciones eran muy limitadas y ya no están disponibles.
El álbum fue finalmente publicado en vinilo el 15 de julio de 2009 por E-Vinyl y Radar Swarm Records. Debido a su duración, los discos primero y segundo se publicaron en diferentes cajas de vinilo. Se limitó su publicación a 250 de cada uno de los discos en vinilos coloreados en negro y azul.
La caja del vinilo fue diseñada por el fundador deHydra Head Records y artista Aaron Turnet, después de que la discográfica Translation Loss le pidieran que diseñara la portada y las ilustraciones del disco. Los miembros de la banda han declarado que son fanes de la obra de Turner (sobre todo Isis, banda encabezada por Aaron Turner y a la que Rosetta es a veces comparada).

## Concepto
Las notas del libreto no contienen las letras de las canciones. En ellas sólo está la frase "Estas canciones tratan sobre un hombre del espacio", lo que indica la fascinación de la banda por la astronomía. Las mismas letras de las canciones también parecen ser (hasta cierto punto) sobre los viajes espaciales, y hacen muchas referencias a Europa, una de las lunas galileanas. La propia banda ha declarado que las canciones cuentan la historia de un hombre que tras estar descontento con el mundo que le rodea va en busca de un lugar de soledad (Europa). Sin embargo, al llegar a ella, se da cuenta de que dejó atrás cosas que eran muy importantes para él.
Los nombres de las pistas en el segundo disco son nombres de diferentes estrellas: Deneb, Capella, Aquilae Beta, Ross 128, y Sol (el nombre en latín de nuestra estrella). Los nombres de las pistas en el primer disco son frases en francés (sin contar "Europa", ya que "Absent" significa lo mismo en inglés y en francés).

## Listado de canciones
Todas las canciones escritas y compuestas por Rosetta. 
| Disc one |                                                     |          |  |
| N.º      | Título                                              | Duración |  |
| 1.       | «Départe» (lit. "departure")                        | 8:13     |  |
| 2.       | «Europa»                                            | 10:25    |  |
| 3.       | «Absent»                                            | 9:45     |  |
| 4.       | «Itinérant» (lit. "itinerant")                      | 16:14    |  |
| 5.       | «Au Pays Natal» (lit. "in the native land/country") | 13:32    |  |

| Disc two |                |          |  |
| N.º      | Título         | Duración |  |
| 1.       | «Deneb»        | 8:13     |  |
| 2.       | «Capella»      | 10:25    |  |
| 3.       | «Beta Aquilae» | 9:45     |  |
| 4.       | «Ross 128»     | 16:14    |  |
| 5.       | «Sol»          | 15:28    |  |

## Miembros
- Michael Armine - edición de sonido, voz
- David Grossman - bajo
- Bruce McMurtrie Jr. - batería
- J. Matthew Weed - guitarra eléctrica, violín, masterización
- Aaron Turner - diseño artístico